# Castrul roman de la Apoldu de Jos
Castrul roman se găsește pe teritoriul localității Apoldu de Jos, județul Sibiu, Transilvania.